# Мультиплікатор (механіка)
Мультиплікатор (від нім. Multiplikator — множник) — механічний пристрій для збільшення кутової швидкості.
Механізм, аналогічний за конструкцією до механічного редуктора, але з протилежною функцією.
У мультиплікаторах можуть використовуватися всі види зубчастих передач, окрім черв'ячної та хвильової.

## Застосування
Широко застосовується в промисловості для отримання кутової швидкості на вихідному валу понад 3000 об/хв, коли застосування колекторного двигуна або двигуна з фазним ротором економічно не вигідне. Використовується також у велосипедній передачі, в якій один оберт зірочки педалей відповідає кільком оборотам ведучого колеса. З іншого боку, за такої передачі велосипедисту педалі обертати важче, але в результаті він рухається швидко.
Також застосовується для приводу підвагонного генератора пасажирського вагона поїзда: або у вигляді ременної передачі від осі вагона (великий шків осі вагона через приводний ремінь обертає малий шків генератора), або у вигляді карданної п. При такій передачі електрогенератор працює в більш вигідному режимі, інакше довелося б застосовувати тихохідний генератор, що має великі габарити та вагу.
Також застосовується на асенізаційних автомобілях, де рухає пластинчасто-роторний вакуумний насос. Завдяки цьому, в бочці ефективніше створюється розрідження для засмоктування всередину рідин.